# Гипермаркет

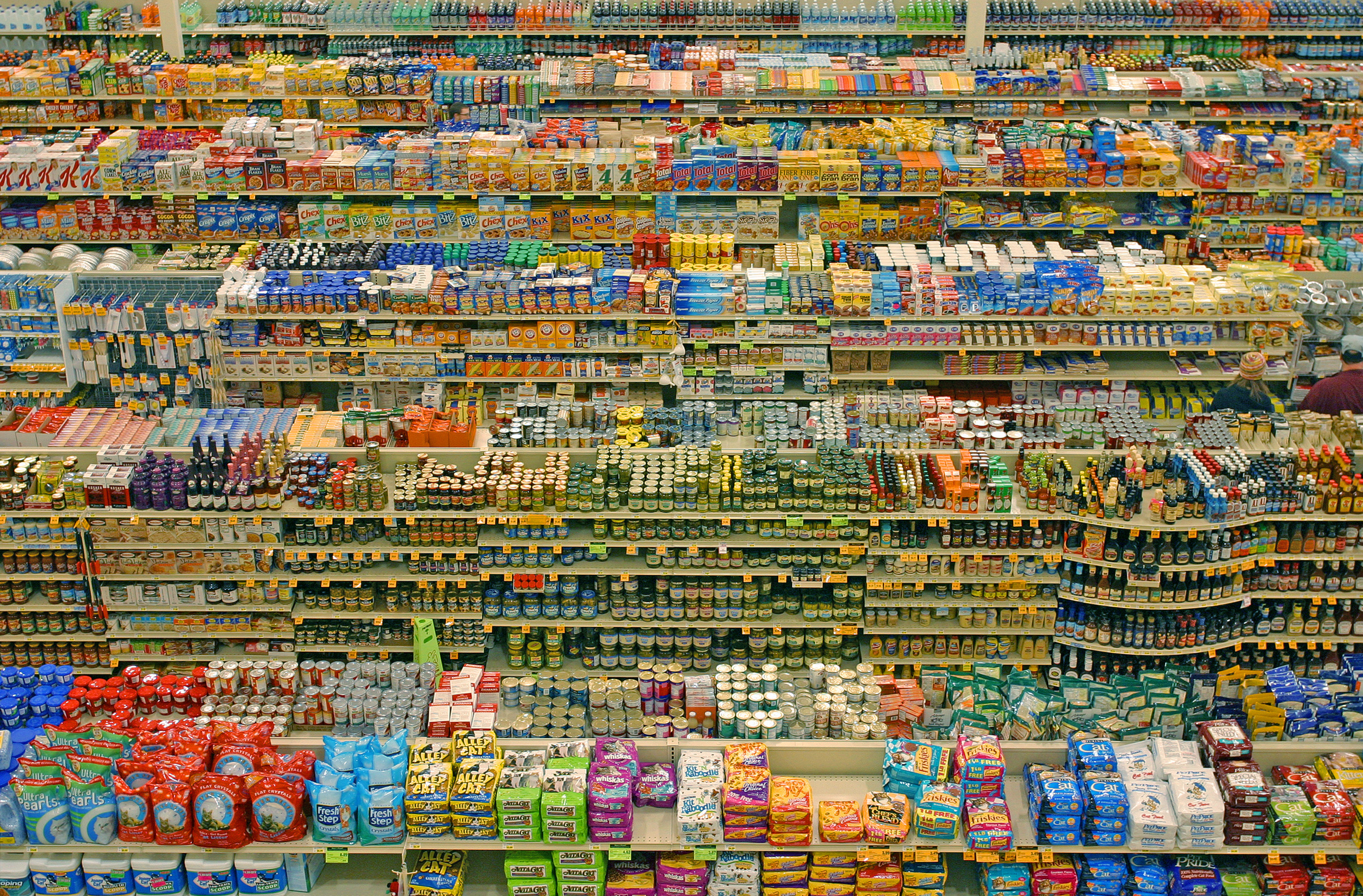
Ассортимент продтоваров гипермаркета

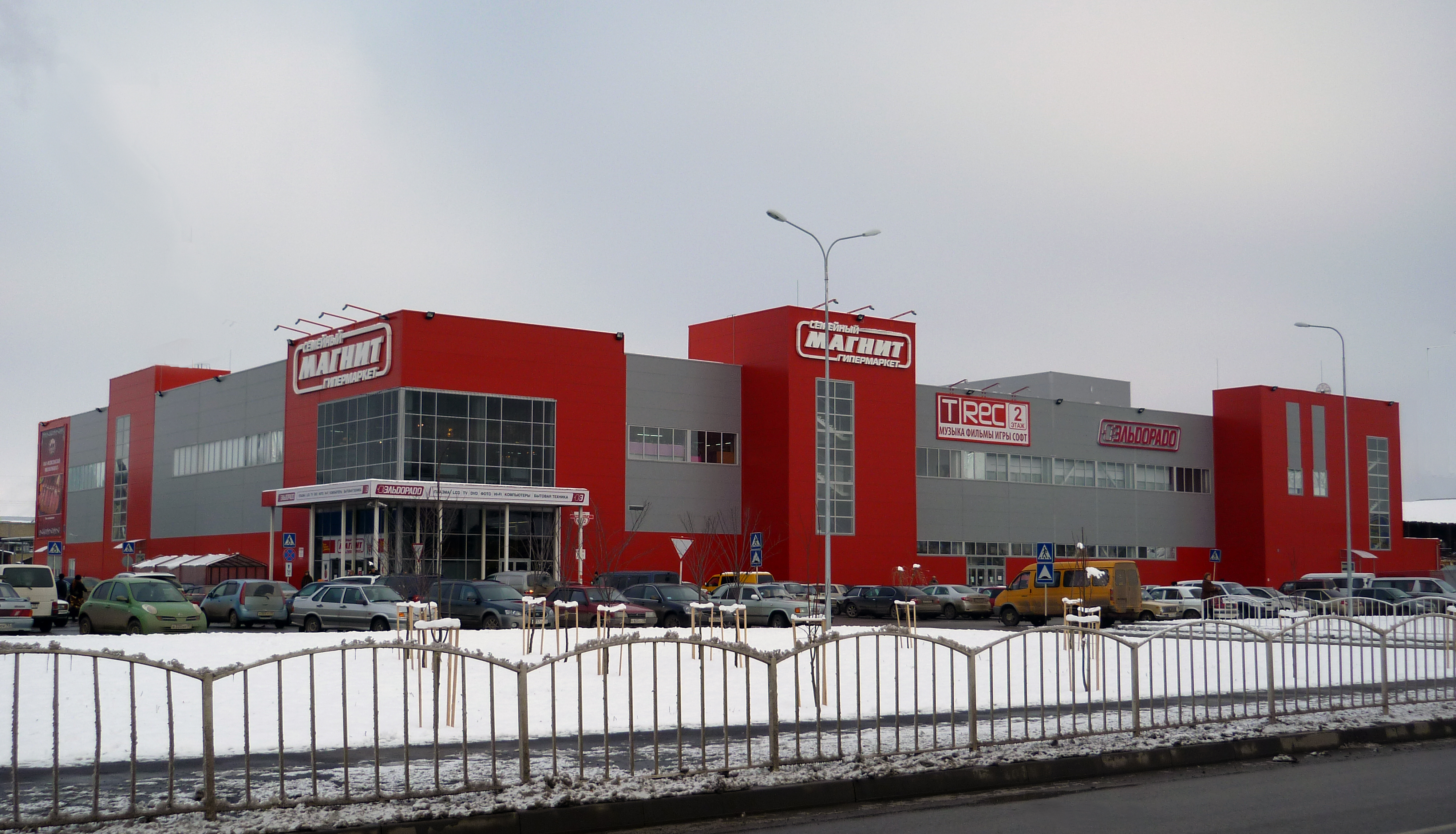
Гипермаркет «Магнит»

Гипермаркет (англицизм hypermarket от др.-греч. ὑπερ- «сверх-» + market «рынок») — предприятие торговли, реализующее продовольственные и непродовольственные товары универсального ассортимента преимущественно по форме самообслуживания. Торговая площадь гипермаркета — от 4 тыс. до 20 тыс. м²; ассортимент представлен 50—150 тыс. SKU. Площадь крупнейшего гипермаркета Европы с 2018 года — 240 тыс.м² (Westfield London в Лондоне, Англия). Второй после него — 230 тыс.м² (Авиапарк в Москве, Россия). Площадь крупнейшего гипермаркета Азии — 350 тыс.м² (Dubai Mall в Дубае, Объединённые Арабские Эмираты).

## Описание
В Российской Федерации, согласно ГОСТ Р 51773-2009, гипермаркет должен иметь торговую площадь не менее 4000 м².
От других магазинов самообслуживания и от супермаркетов гипермаркеты отличаются, прежде всего, масштабностью. Это не только большие торговые площади, но и ещё универсальный ассортимент товаров, превышающий ассортимент супермаркета в 3—10 раз, особенно это касается непродовольственных товаров, насчитывающий обычно до 40—50 тысяч позиций. Ассортимент может увеличиваться за счет добавления нетипичных групп товаров. На непищевую продукцию в продуктовых гипермаркетах приходится до 35—50 % общего ассортимента.
Гипермаркеты ориентированы как на менее состоятельного клиента, так и на оптовых покупателей.
Гипермаркеты в своей рекламе делают акцент на низкие цены товаров-маркеров и широкий ассортимент, проводят разнообразные акции распродажи товаров, предлагают дисконтные пластиковые карты покупателей.
Гипермаркеты могут выступать якорными арендаторами крупных торговых центров или собственниками магазинов. Для гипермаркетов существенным условием является просторная парковка.

## «Кризис» гипермаркетов
Ещё в начале II десятилетия XXI века формат «гипермаркет» начал постепенно устаревать. Потребители отдавали предпочтение более мелким форматам магазинов — «у дома», также началось активное развитие онлайн-торговли.